# Phaeochrous australicus
Phaeochrous australicus är en skalbaggsart som beskrevs av Kuijten 1978. Phaeochrous australicus ingår i släktet Phaeochrous och familjen Hybosoridae. Inga underarter finns listade i Catalogue of Life.